# Catocha latipes
Catocha latipes är en tvåvingeart som beskrevs av Alexander Henry Haliday 1833. Catocha latipes ingår i släktet Catocha och familjen gallmyggor. Arten är reproducerande i Sverige. Inga underarter finns listade i Catalogue of Life.